# Monastero della Crocetta

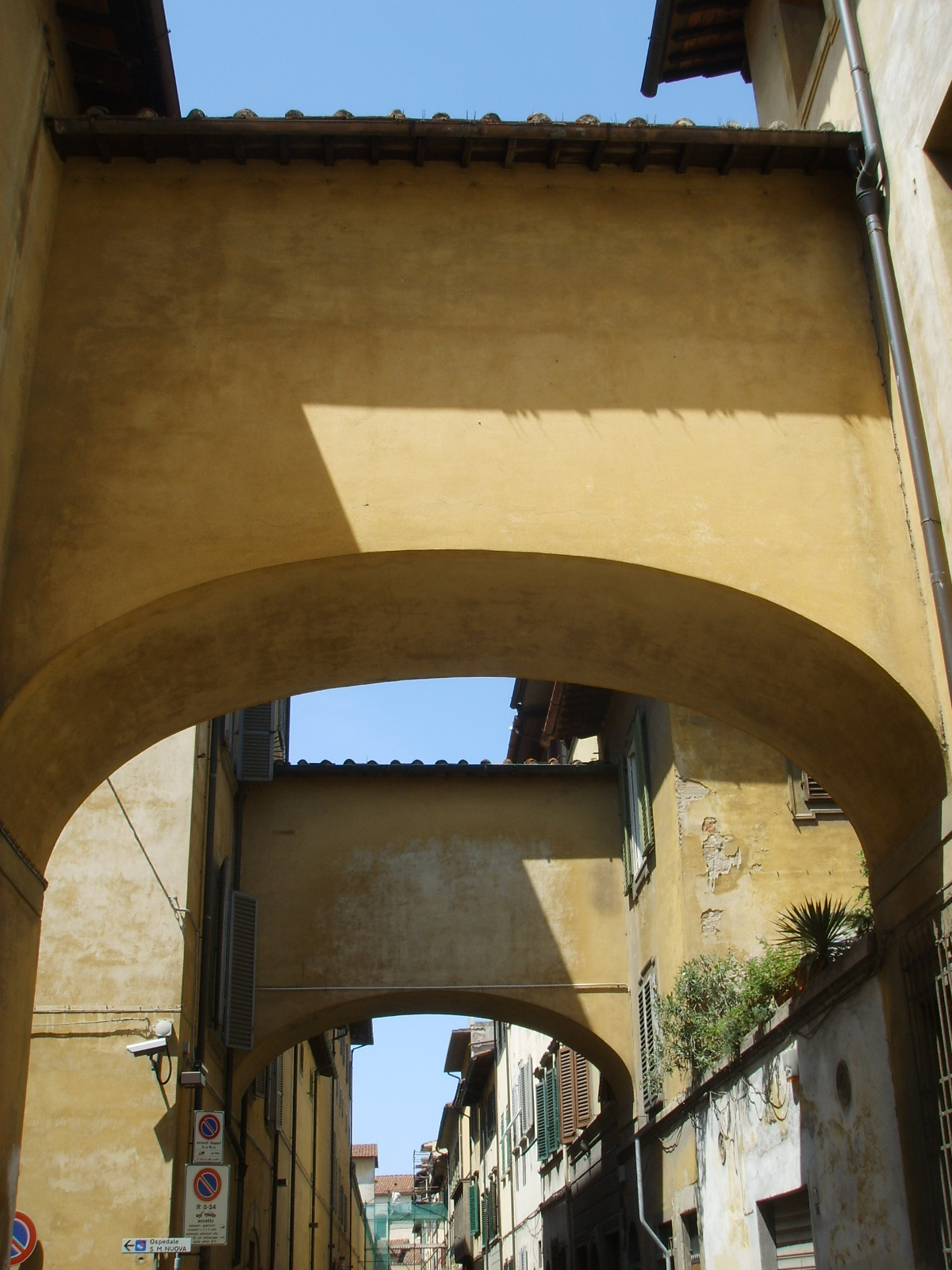
I due cavalcavia di Maria Maddalena de' Medici su via Laura, collegavano il monastero di Santa Maria degli Angioli (davanti) e il convento della Crocetta (dietro)

Il monastero di Santa Maria della Croce, detto monastero della Crocetta si trovava in via Laura 48 a Firenze.

## Storia e descrizione
Fondato dalla venerabile suor Domenica del Paradiso nel 1511, doveva il suo nome alla piccola croce rossa che le monache portavano in petto sul loro abito, che si richiamava probabilmente alla Croce del Popolo fiorentino o a antiche tradizioni assistenziali come quella del Canto di Croce Rossa al Corso. Fu costruito entro il 1519 e posto sotto la regola domenicana; le monache ricevevano "limosine" dal "Duca illustrissimo Cosimo de' Medici" nel 1562.

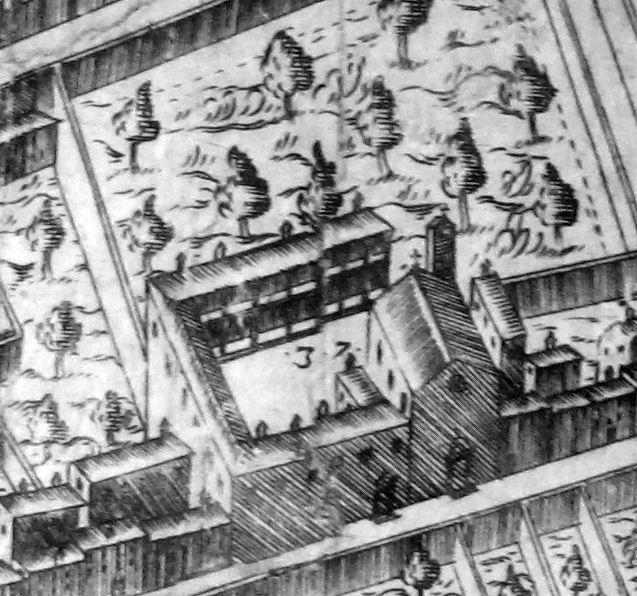
Il convento nella pianta del Buonsignori del 1584-1594

Il convento fu quindi ampliato e ristrutturato da Giulio Parigi nel 1621, in occasione dei lavori di costruzione dell'attiguo palazzo della Crocetta, progettato dallo stesso architetto per Maria Maddalena de' Medici e collegato alla struttura conventuale da un cavalcavia ancora oggi esistente. L'inferma Maria Maddalena infatti ne finanziò l'ingrandimento e siccome non usciva mai per via della sua malattia, si fece costruire vari passaggi aerei: il Corridoio mediceo, che è oggi occupato dal Museo archeologico nazionale, il passaggio su via Gino Capponi per assistere alla messa nella basilica della Santissima Annunziata e un passaggio su via Laura, per arrivare al monastero della Crocetta affacciato su via Laura.

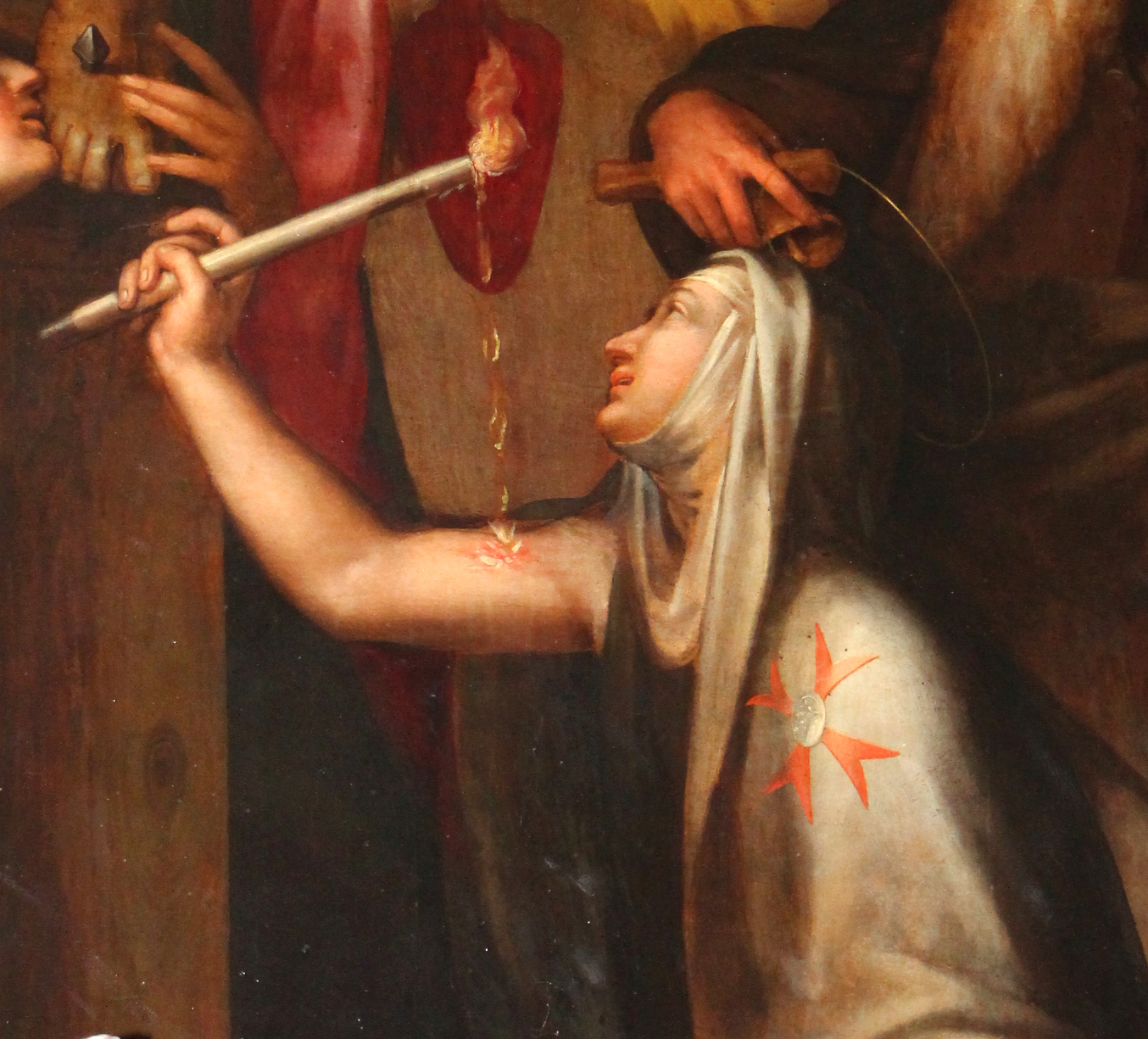
Domenica del Paradiso col tipico mantello con la crocetta, in un quadro del Poppi

Soppresso nel 1808 e passato al demanio dello Stato, fu affittato all'amministrazione dei Diritti Riuniti, quindi ripristinato come centro religioso nel 1816 e nuovamente soppresso nel 1866 per essere utilizzato negli anni di Firenze Capitale (1865-1871) come sede dell'Archivio della Corte dei Conti e uffici. Le monache si trasferirono, con le reliquie della loro fondatrice, in periferia, in via Aretina.
Circa dieci anni dopo, oramai trasferita la capitale a Roma, il demanio concesse il complesso all'Istituto Cesare Alfieri di Scienze sociali fondato da Carlo Alfieri di Sostegno nel 1875. Questo, trasformato in facoltà di Scienze politiche Cesare Alfieri nel 1925, lo occupò a lungo con una sola breve interruzione negli anni della Grande Guerra in cui nell'edificio fu allestito un ospedale militare. Intanto, tra il 1884 e il 1891, la grande area alle spalle dell'ex convento, tenuta a orti e giardino, fu occupata dal grande edificio dell'Istituto Tecnico per Geometri Gaetano Salvemini. "La struttura di via Laura ospitò poi per pochi anni, insieme a Scienze Politiche, la Facoltà di Economia e Commercio mentre a partire dal secondo dopoguerra vi trovò spazio invece Giurisprudenza. L'ex convento fu poi sottoposto a nuovi lavori strutturali fra il 1949 e il 1956 su progetto dell'architetto Nello Baroni proprio per meglio ospitare la Facoltà di Scienze Politiche e di Giurisprudenza, le cui frequenze erano nel tempo cresciute".
Trasferite le precedenti facoltà al Polo di Scienze Sociali a Novoli, la struttura è stata interessata da importanti interventi di ristrutturazione tra il 2008 e il 2009 per essere destinata alla Facoltà di Scienza della Formazione, aperta dal settembre 2009.

## Bibliografia

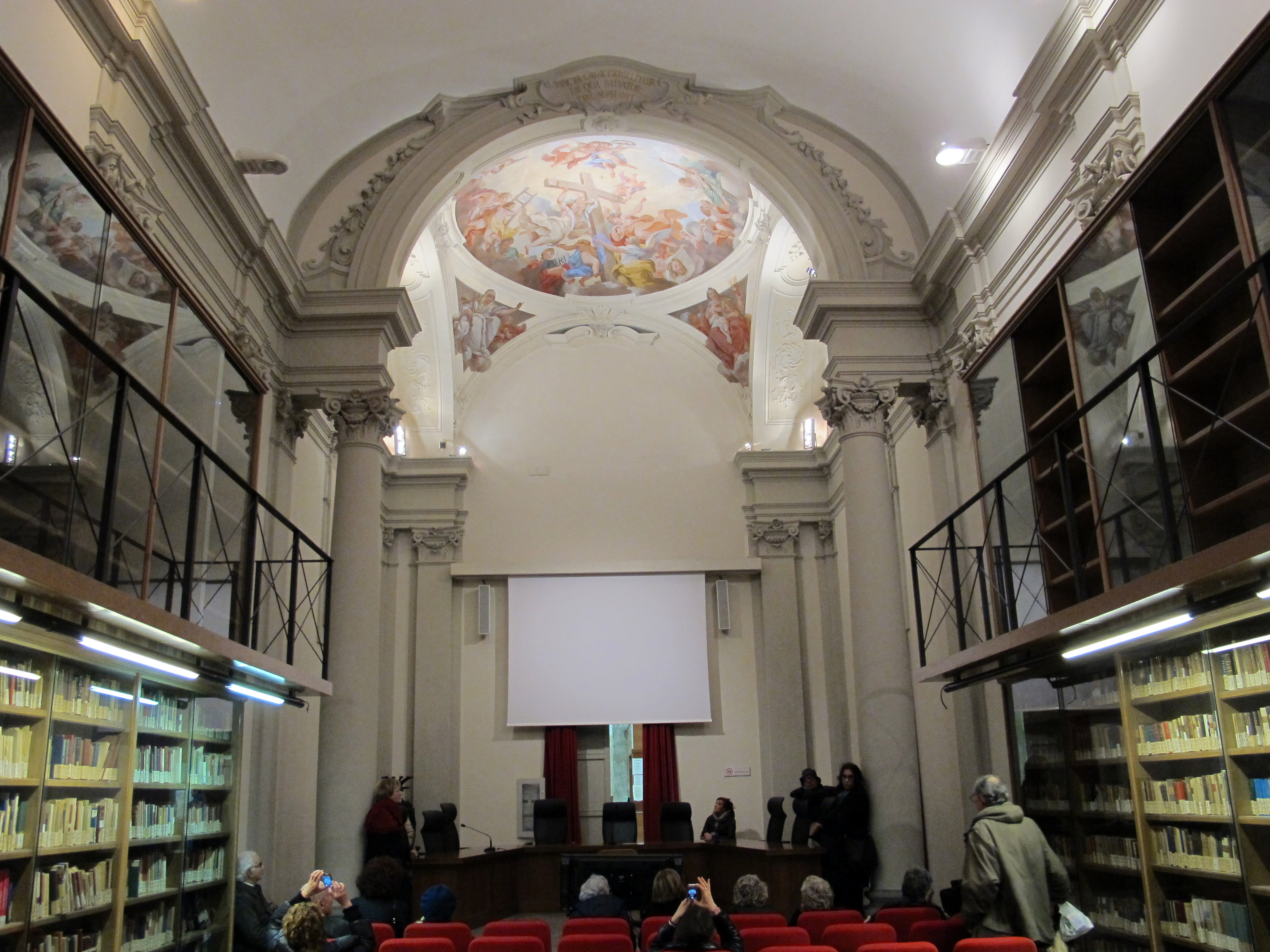
L'aula magna (ex-cappella)